# Rubia ovatifolia
Rubia ovatifolia là một loài thực vật có hoa trong họ Thiến thảo. Loài này được Z.Ying Zhang ex Q.Lin mô tả khoa học đầu tiên năm 2006.